# Charles Follen
Charles Theodore Christian Follen, nato Karl Theodor Christian Follen (o Follenius) (Romrod, 6 settembre 1796 – Long Island Sound, 13 gennaio 1840), è stato un poeta e docente tedesco naturalizzato statunitense noto per essere stato il primo professore di lingua tedesca giunto sul suolo americano. Follen viene inoltre ricordato per le sue posizioni fortemente unitarianiste e abolizioniste.

## Biografia

### Vita in Germania
Karl Follen nacque a Romrod, nel Langraviato d'Assia-Darmstadt (l'attuale Germania), da Christoph Follenius (1759–1833) e Rosine Follenius (1766–1799). Suo padre era consigliere e giudice a Gießen mentre sua madre si era ritirata a Romrod per evitare le truppe rivoluzionarie francesi che avevano occupato Gießen. Karl era il fratello del poeta August Ludwig e di Paul, nonché lo zio del biologo Carl Vogt.
Karl studiò alla scuola di preparazione di Gießen, dove si contraddistinse per la sua conoscenza del latino, dell'ebraico, del francese e dell'italiano. All'età di diciassette anni, entrò all'università di Gießen per studiare teologia. Nel 1814 lui e suo fratello August Ludwig entrarono nel corpo degli Assiani per combattere nelle guerre napoleoniche; tuttavia, poche settimane dopo il suo ingresso nella milizia, la sua carriera militare fu interrotta da un attacco di tifo che gli fece perdere temporaneamente la memoria. Dopo essere rinsavito, Follen tornò all'università e iniziò a studiare legge e, nel 1818, ottenne un dottorato in diritto civile ed ecclesiastico. Divenne poi un privatdozent di diritto civile a Gießen, studiando al contempo pratica legale presso la corte giudiziaria di suo padre. In qualità di studente, Follen si unì alla Burschenschaft di Gießen, i cui membri sostenevano ideali repubblicani. Sebbene non vi avesse partecipato, Follen fu uno dei principali organizzatori del primo festival di Wartburg, inaugurato nel 1817.
All'inizio dell'autunno del 1818, Follen appoggiò una causa in cui erano coinvolte centinaia di comunità dell'Alta Assia che, a causa di una misura governativa, avrebbero perso la loro indipendenza politica, e presentò per loro conto una petizione al granduca di riferimento. Il documento venne stampato e suscito un'indignazione tale che la misura governativa venne abrogata. Nonostante ciò, da quel momento in poi le autorità che appoggiavano tale editto avrebbero precluso a Follen qualsiasi scalata al potere nella sua città natale. A partire dall'ottobre del 1818, Follen divenne un privatdozent presso l'Università di Jena.
Mentre si trovava a Jena, Follen scrisse saggi politici, poesie e canzoni patriottiche. I suoi saggi e discorsi erano a favore della violenza e del tirannicidio in difesa della libertà; questi fattori, così come la sua amicizia con Karl Ludwig Sand, un altro membro della Burschenschaft, spinsero alcuni a sospettare che fosse stato complice dell'assassinio del diplomatico e drammaturgo conservatore August von Kotzebue, morto per mano di Sand. Inoltre, secondo le accuse, Follen avrebbe distrutto dei documenti che avrebbero dimostrato il suo coinvolgimento nell'omicidio di Sand per non destare sospetti. Egli fu quindi arrestato, ma assolto per mancanza di prove, ed espulso dall'università. La mancanza di opportunità lo spinsero a trasferirsi a Parigi ove conobbe Charles Comte, genero di Jean Baptiste Saye e fondatore del giornale Le Censeur. Dopo aver avviato un'operazione di propaganda filo-riformatrice, i due scapparono in Svizzera per evitare la prigione. Follen fece anche la conoscenza del Marchese de Lafayette, che stava pianificando il suo viaggio negli Stati Uniti. Dopo essere stato sospettato anche dell'assassinio politico di Carlo Ferdinando di Borbone nel 1820, Follen fuggì per una seconda volta in Svizzera.
Giunto sul suolo elvetico, Follen insegnò per un certo periodo latino e storia nella scuola cantonale dei Grigioni di Coira. Nonostante ciò, le sue rigide posizioni unitarie che propagandava durante le sue lezioni offesero alcuni dei ministri calvinisti del distretto, ed egli si fece licenziare dall'istituto. Successivamente divenne professore di diritto e metafisica all'Università di Basilea. Nella nuova città conobbe il teologo Wilhelm de Wette e il figliastro Karl Beck. Sia Comte che Follen furono costretti a lasciare la Svizzera. Secondo il governo tedesco, Follen era infatti colpevole di essere un rivoluzionario e richiese alla città di Basilea di esiliare l'insegnante. Dopo aver rifiutato per due volte, il governo inviò una terza missiva (più minacciosa) che spinse gli enti cittadini a far arrestare Follen. Nel 1824 Follen e Beck lasciarono la Svizzera ed emigrarono negli Stati Uniti d'America passando per Le Havre, in Francia.

### Vita negli Stati Uniti

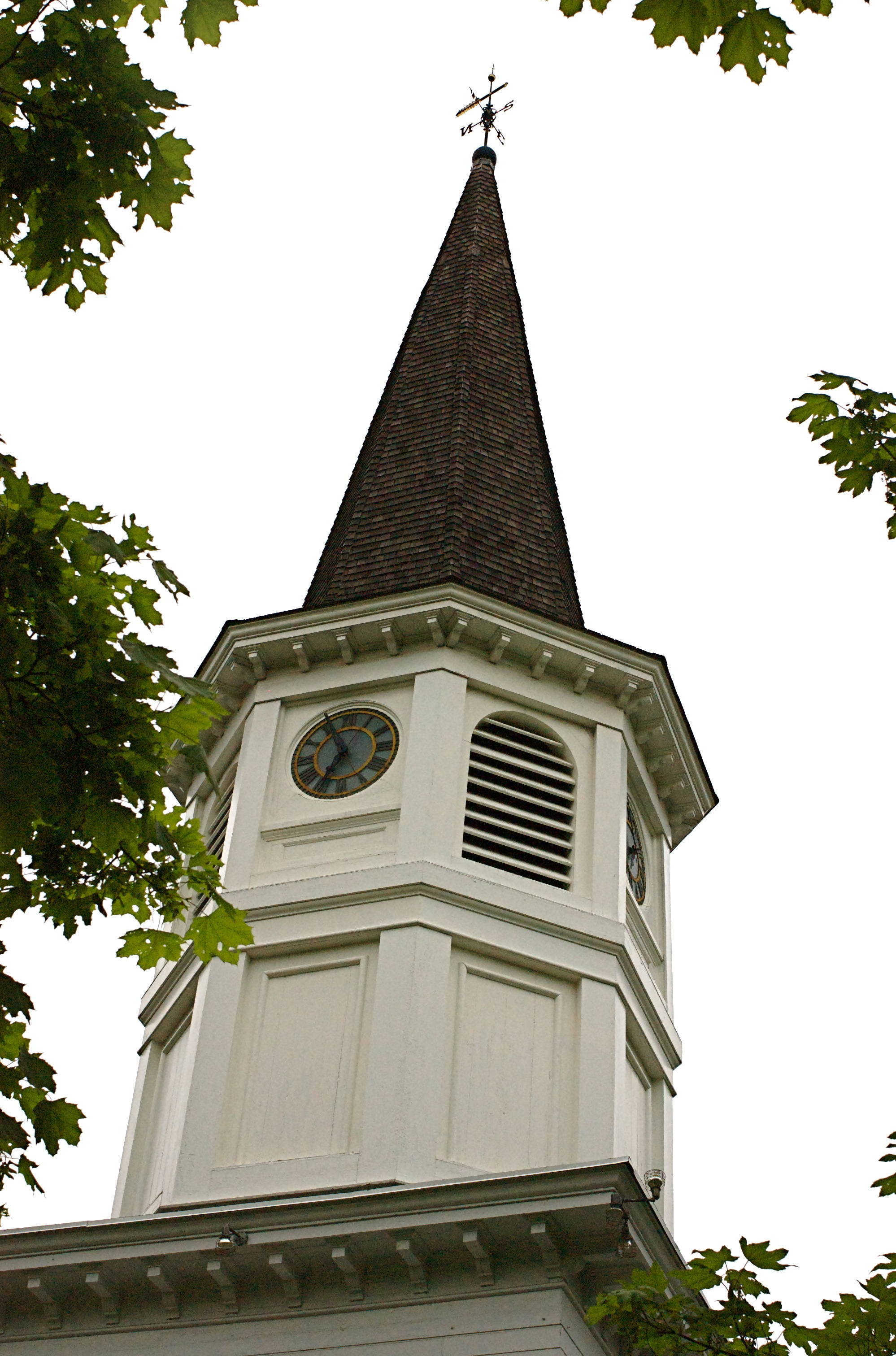
La Follen Community Church di Lexington

Dopo essere giunto a New York City nel 1824, Follen anglicizzò il suo nome in "Charles" e si trasferì assieme a Beck a Filadelfia. Lafayette era in visita negli Stati Uniti ove tentò di aiutare Follen e Beck a trovare delle personalità rinomate che appoggiassero la loro causa. Fra coloro che vennero contattati dal marchese vi erano l'avvocato Peter Stephen Du Ponceau e George Ticknor, un professore dell'Università di Harvard. Ticknor, a sua volta, chiese aiuto al politico George Bancroft.
Grazie a loro, i due rifugiati riuscirono a entrare a far parte del circolo delle personalità più influenti del Massachusetts. Nel febbraio 1825, Beck si assicurò rapidamente una posizione alla Round Hill School di Bancroft a Northampton (Massachusetts), mentre Follen approfondì la lingua inglese e studiò legge a Filadelfia; nel mese di novembre del 1825, Follen entrò a far parte del corpo insegnanti dell'Università di Harvard ove divenne un insegnante di lingua tedesca. Tre anni più tardi, dopo essere stato candidato per entrare a far parte del ministero, divenne istruttore di etica e storia ecclesiastica alla Harvard Divinity School. Nel 1830 fu nominato professore di letteratura tedesca ad Harvard. Follen divenne amico dei trascendentalisti del New England a cui fece conoscere il pensiero romantico tedesco. Nel 1828 Follen sposò Eliza Lee Cabot, che apparteneva a una delle famiglie più importanti di Boston.
Follen fu anche un pioniere dell'insegnamento della ginnastica, che era stata lanciata pochi anni prima negli USA da Friedrich Ludwig Jahn. Nel 1826, Follen fondò e attrezzò su richiesta la prima palestra di Boston e ne divenne il sovrintendente. L'anno seguente si dimise dall'incarico che fu assegnato a Francis Lieber. Grazie all'aiuto di Beck, Follen istituì la prima palestra universitaria negli Stati Uniti presso la scuola di Harvard nel 1826.
La famiglia di Follen viveva in una casa collocata all'angolo di Follen Street, a Cambridge. Secondo alcuni, Follen fu uno dei primi a introdurre in America l'usanza tipicamente tedesca degli alberi natalizi (questo sebbene tale primato venga anche rivendicato da altri). Inoltre, l'albero di Natale che Follen aveva nella sua abitazione fu elogiato dalla scrittrice inglese Harriet Martineau.
Nel 1835, Charles Follen perse la sua cattedra ad Harvard a causa delle sue schiette convinzioni abolizioniste e del suo conflitto con le rigide misure disciplinari del presidente dell'istituto Josiah Quincy rivolte agli studenti. Follen divenne amico di William Ellery Channing, un amico e sostenitore degli abolizionisti, e fu oggetto di disprezzo da parte della stampa, che iniziò a censurare i suoi articoli favorevoli all'abolizionismo della schiavitù. Così come era accaduto alla maggior parte dei primi abolizionisti radicali, Follen venne inizialmente criticato dall'opinione pubblica e incontrò lo sfavore anche nelle aree che in seguito diverranno i luoghi in cui dominava l'esigenza di abolire la schiavitù. Fu anche costretto a interrompere la sua operazione di diffusione della cultura tedesca in America, che fu però proseguita dall'amico Henry Wadsworth Longfellow, che dal 1838 tenne lezioni sul Faust di Goethe.
L'amicizia con l'importante ministro unitario William Ellery Channing permise a Follen di entrare a far parte della Chiesa Unitaria e divenire un sacerdote nel 1836. Nel 1835 divenne il primo ministra della Second Congregational Society (oggi Follen Church Society-Unitarian Universalis) di Lexington, in Massachusetts, ma la comunità non era in grado di pagarlo sufficientemente per sostenere lui e la sua famiglia, e fu quindi obbligato a ripiegare su altri lavori; al posto di Follen subentrò Ralph Waldo Emerson. Nel 1838, Follen divenne ministro della sua stessa congregazione di New York, che prende oggi il nome di All Souls, ma venne escluso dalla stessa per le sue idee radicali contro la schiavitù. Dopo aver riflettuto sulla possibilità di tornare in madrepatria, nel 1839 ritornò nella congregazione di East Lexington e progettò il singolare edificio ottagonale, ancora oggi esistente, i cui lavori vennero avviati il 4 luglio 1839. Su un memoriale del sagrato dell'edificio, che è oggi la più vecchia chiesa di Lexington, è scritto:

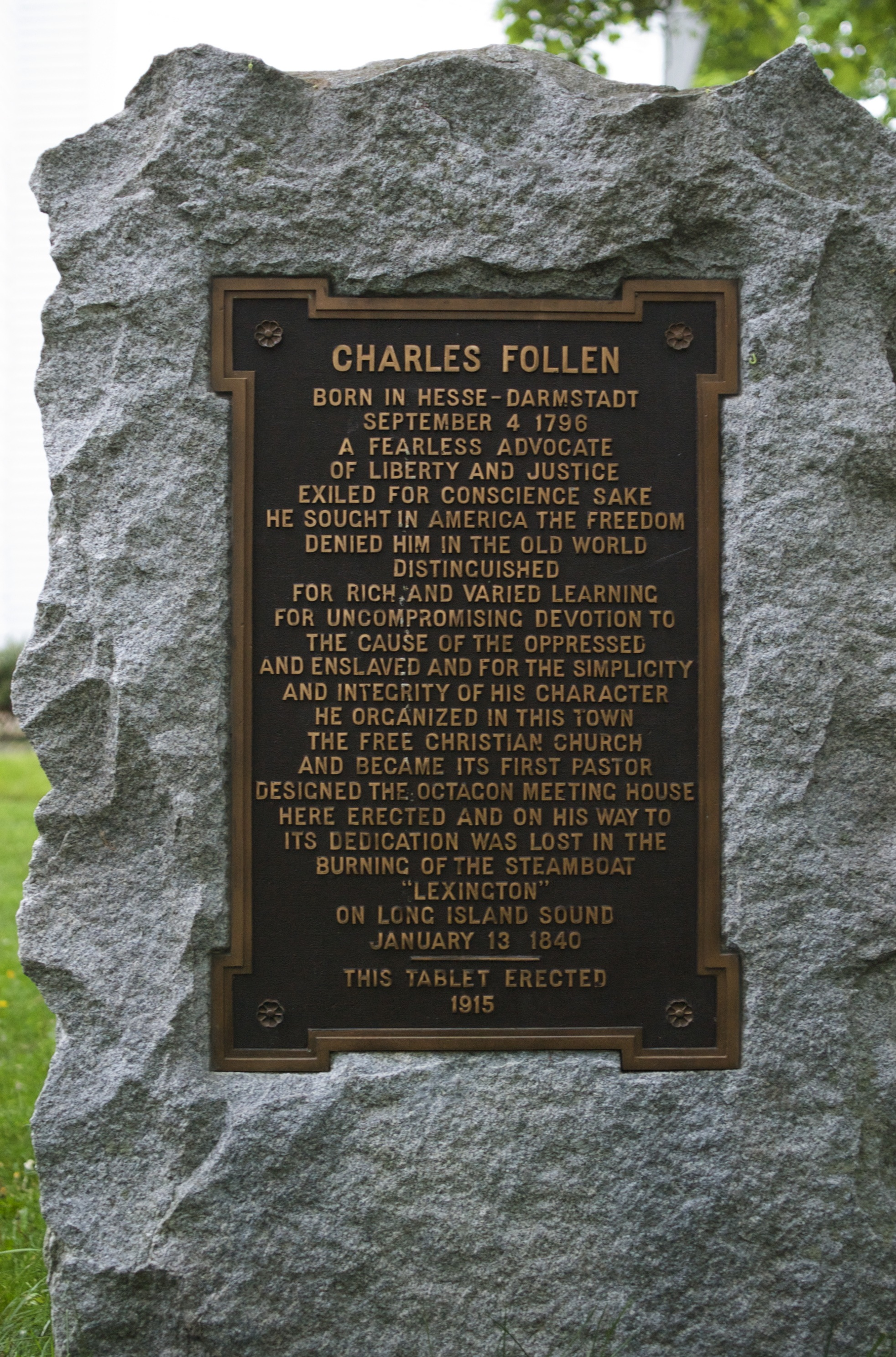
Targa commemorativa in onore di Charles Follen posta presso la chiesa di Lexington da lui fondata

Dopo aver interrotto un giro di conferenze a New York, Follen salpò alla volta di Boston per inaugurare una sua nuova chiesa, la Marlborough Chapel, ma morì annegato davanti a Long Island quando la barca in cui si trovava affondò. A causa delle posizioni abolizioniste di Follen, i suoi amici non furono in grado di trovare nessuna chiesa a Boston disposta a tenere un servizio commemorativo a suo conto. Nonostante ciò, il reverendo Samuel Joseph May riuscì a tenere un servizio commemorativo nel marzo 1840 presso la chiesa.

## Opere
- 1836 – Psychology
- 1846 – Essay on Religion and the Church